# Parlamentswahl in Indien 1957
Die Parlamentswahl in Indien 1957 war die zweite Wahl der Lok Sabha seit Ausrufung der Republik Indien 1950. Sie fand, verteilt auf verschiedene Tage, im Wesentlichen im Zeitraum zwischen dem 24. Februar 1957 und dem 15. März 1957 statt. In einigen wenigen Wahlkreisen von Punjab und in ganz Himachal Pradesh wurde aufgrund der Witterungsbedingungen erst vom 24. Mai bis 15. Juli 1957 gewählt. Die Wahlbeteiligung entsprach mit 45,44 Prozent etwa der der vorangegangenen Wahl 1951–52. Die Wahl endete mit einem landesweiten Wahlsieg der Kongresspartei, die ihren Stimmen- und Mandatsanteil, den sie 1951–52 erhalten hatte, behaupten konnte. Stark begünstigt durch das relative Mehrheitswahlrecht gewann die Kongresspartei mit 47,8 % der Wählerstimmen eine Dreiviertelmehrheit der Mandate. Die nach Stimmen stärkste Oppositionspartei wurde die Praja Socialist Party, in der die Sozialisten  zusammengeschlossen waren, die mit 10,4 % der Wählerstimmen 2,8 % der Mandate gewann. Stimmenanteilsmäßig folgten die Kommunisten, die mit 8,9 % Stimmenanteil 5,5 % der Mandate erhielten. Parallel zur Wahl der Lok Sabha fanden auch Wahlen zu den Bundesstaatsparlamenten statt.

## Entwicklungen seit den letzten Wahlen

### Innenpolitik

Jawaharlal Nehru

Bei den Wahlen 1951–52 – den ersten nach Inkrafttreten der Verfassung der Republik Indien 1950 – hatte die Kongresspartei unter der Führung von Jawaharlal Nehru einen umfassenden Wahlsieg erzielt. In der Lok Sabha sowie in den meisten Parlamenten der Bundesstaaten errang der Kongress die große Mehrheit der Mandate. Nehru konnte sich danach legitimiert fühlen, eine Regierung nur aus Parteigängern der Kongresspartei zu bilden (Kabinett Nehru II). Zudem war im Jahr 1950 Vallabhbhai Patel früh verstorben, der innerhalb der Kongresspartei eine Art konservativen Gegenpol zu dem von sozialistischen Ideen inspirierten Nehru bildete. Dadurch konnte Nehru seine Vorstellungen nach der gewonnenen Wahl 1951–52 relativ ungehindert und gestützt auf eine sehr breite Mehrheit durchsetzen. Nehru misstraute grundsätzlich dem westlich-kapitalistischen Wirtschaftssystem und hielt dieses nicht geeignet für Indien. Stattdessen orientierte sich die Wirtschaftspolitik seiner Regierung stark am Vorbild der Sowjetunion. Die Wirtschaft wurde planwirtschaftlich gelenkt und entwickelt, unter anderen durch den 1951 begonnenen ersten Fünfjahresplan, und der Staat griff in alle Bereiche des Wirtschaftslebens regulierend und reglementierend ein. In den Jahren 1951 bis 1956 erreichte Indien ein durchschnittliches jährliches Wirtschaftswachstum von 3,6 %.
Die wichtigste innenpolitische Änderung in der vorangegangenen Legislaturperiode war die Reorganisation der Bundesstaaten, die im States Reorganisation Act, der am 1. November 1956 in Kraft trat, vollzogen wurde. In den vorangegangenen Jahren hatte es eine stetig zunehmende Agitation gegeben, die die Revision der noch aus der Kolonialzeit übernommenen Bundesstaatsgrenzen zugunsten der Bildung linguistisch-ethnisch definierter Bundesstaaten forderte. Nehru, dem diese Entwicklung widerstrebte, und der am liebsten eine neue indische Nation mit einheitlicher Staatssprache Hindi erschaffen hätte, konnte sich dem Druck der Massenagitation nicht entziehen. Einen ersten Erfolg erzielte die Bewegung mit der Bildung des Telugu-sprachigen Bundesstaates Andhra aus Teilen des Bundesstaats Madras im Jahr 1953. Mit dem Act 1956 wurde die Zahl der Bundesstaaten von zuvor 27 auf 14 reduziert. Hinzu kamen 6 Unionsterritorien. Die bisherige Unterscheidung in A-, B- und C-Bundesstaaten entfiel, und die ehemals regierenden indischen Fürsten verloren ihre letzten verfassungsmäßigen Rollen als formale, wenngleich politisch machtlose Oberhäupter der bisherigen B-Staaten. Die Wahlen 1957 waren damit auch die ersten Wahlen zu den neuen Bundesstaatsparlamenten.

### Außenpolitik
Außenpolitisch betrieb Nehru eine Politik der Blockfreiheit unabhängig vom Ost-West-Konflikt. Seine Skepsis gegenüber dem Westen war vor allem darin begründet, dass viele NATO-Staaten, namentlich Großbritannien und Frankreich, noch in den 1950er und 1960er Jahren ausgedehnte Kolonialbesitzungen in Afrika und Asien besaßen und Indien sich als Vorkämpfer der Entkolonialisierung verstand. Dem stand eine gewisse Intransigenz und Einseitigkeit in der Haltung Nehrus gegenüber der Politik der Sowjetunion gegenüber, die auch in Indien auf Kritik stieß. So weigerte sich Nehru beispielsweise, die Niederschlagung des ungarischen Volksaufstandes 1956 als Akt der Unterdrückung zu bezeichnen und rechtfertigte die sowjetische Hegemonie in Osteuropa und den Warschauer Pakt als eine Reaktion auf die vermeintliche Bedrohung durch die NATO. Mit seiner konsequent antikolonialistische Haltung nahm Indien eine führende Rolle in der Bewegung der blockfreien Staaten ein, die sich auf der Bandung-Konferenz vom 18. bis 24. April 1955 als sogenannte „Dritte Welt“ konstituierten.
1954 wurden die letzten französischen Kolonialbesitzungen in Indien von Frankreich an Indien übergeben.

## Vorbereitung und Durchführung der Wahlen

### Einteilung der Wahlkreise
Durch den States Reorganisation Act waren die Grenzen der meisten Bundesstaaten neu geordnet worden. Dies hatte zur Folge, dass hier auch die Wahlkreisgrenzen durch die Abgrenzungskommission (Delimitation Commission) neu gezogen werden mussten. Dies betraf sowohl die Wahlkreise für die Lok Sabha, wie die Wahlkreise der Bundesstaatsparlamente. Die Abgrenzungskommission konnte zwar erst nach Inkrafttreten des Acts am 1. September 1956 tätig werden, schaffte es jedoch trotz des erheblichen Zeitdrucks, zeitgerecht neue Wahlkreisgrenzen zu definieren und die Wahlregister entsprechend aktualisieren lassen. Bei der Festlegung der Wahlkreisgrenzen hielt sich die Abgrenzungskommission an den Grundsatz, dass nur Ein- oder maximal Zweipersonen-Wahlkreise für die Lok Sabha gebildet werden sollten. Die Zweipersonenwahlkreise wurden in Regionen gebildet, in denen ein hoher Bevölkerungsanteil an Scheduled Castes (SC) und/oder Scheduled Tribes (ST) vorlag. Die Verfassung schrieb vor, dass Wahlkreise für die ST und SC gemäß deren Bevölkerungsanteil zu reservieren waren. Da der Bevölkerungsanteil der SC und ST meist nicht so hoch war, dass sie lokal die Bevölkerungsmehrheit bildeten, behalf man sich mit der Einrichtung von Zweipersonen-Wahlkreisen, wobei jeweils einer der darin zu wählenden Abgeordneten den ST bzw. SC angehören sollte. Alle 76 ST-Abgeordneten wurden in Zweipersonen-Wahlkreisen gewählt, während die 31 ST-Abgeordneten in 16 Einpersonen- und 15 Zweipersonenwahlkreisen gewählt wurden.

Verteilung der Wahlkreise (1 Quadrat = 1 Abgeordneter) auf die Bundesstaaten und Unionsterritorien

| Bundesstaat oder Unionsterritorium | Wahlkreise gesamt | Wahlkreise nach Sitzen | Wahlkreise nach Sitzen | Sitze reserviert für | Sitze reserviert für | Gewählte Abgeordnete |
| Bundesstaat oder Unionsterritorium | Wahlkreise gesamt | 1-Sitz                 | 2-Sitz                 | SC                   | ST                   | Gewählte Abgeordnete |
| ---------------------------------- | ----------------- | ---------------------- | ---------------------- | -------------------- | -------------------- | -------------------- |
| Andhra Pradesh                     | 35                | 27                     | 8                      | 6                    | 2                    | 43                   |
| Assam                              | 10                | 8                      | 2                      | 1                    | 2                    | 12                   |
| Bihar                              | 45                | 37                     | 8                      | 7                    | 5                    | 53                   |
| Bombay                             | 58                | 50                     | 8                      | 7                    | 5                    | 66                   |
| Delhi                              | 4                 | 3                      | 1                      | 1                    | 0                    | 5                    |
| Himachal Pradesh                   | 3                 | 2                      | 1                      | 1                    | 0                    | 4                    |
| Kerala                             | 16                | 14                     | 2                      | 2                    | 0                    | 18                   |
| Madhya Pradesh                     | 27                | 18                     | 9                      | 5                    | 7                    | 36                   |
| Madras                             | 34                | 27                     | 7                      | 7                    | 0                    | 41                   |
| Manipur                            | 2                 | 2                      | 0                      | 0                    | 1                    | 2                    |
| Mysore                             | 23                | 20                     | 3                      | 3                    | 0                    | 26                   |
| Orissa                             | 14                | 8                      | 6                      | 4                    | 4                    | 20                   |
| Punjab                             | 17                | 12                     | 5                      | 5                    | 0                    | 22                   |
| Rajasthan                          | 18                | 14                     | 4                      | 3                    | 2                    | 22                   |
| Tripura                            | 1                 | 0                      | 1                      | 0                    | 1                    | 2                    |
| Uttar Pradesh                      | 68                | 50                     | 18                     | 18                   | 0                    | 86                   |
| Westbengalen                       | 28                | 20                     | 8                      | 6                    | 2                    | 36                   |
| Gesamt                             | 403               | 312                    | 91                     | 76                   | 31                   | 494                  |

### Vom Staatspräsidenten ernannte Abgeordnete
Zu den 494 direkt gewählten Abgeordneten kamen 11 vom Staatspräsidenten Rajendra Prasad ernannte Abgeordnete hinzu. Darunter befanden sich 6 Abgeordnete aus Jammu und Kashmir, die entsprechend der verfassungsrechtlichen Sonderstellung dieses Bundesstaats indirekt durch das Parlament von Jammu und Kashmir gewählt wurden, bevor den Staatspräsident sie anschließend formal nominierte. Je ein Abgeordneter für die Territorien der Andamanen und Nikobaren, der Lakkadiven, Minicoy und Amindiven (heute zusammen Lakshadweep) und der North-East Frontier Agency mit Tuensang Area (Naga-Stammesgebiete) wurde durch den Präsidenten ernannt. Hinzu kamen zwei Vertreter für die anglo-indische Minderheit. Wenige Monate nach der Wahl wurde aus Tuensang Area und dem assamesischen Naga Hills District ein neues Unionsterritorium, das spätere Nagaland gebildet, für das ein weiterer vom Präsidenten ernannter Abgeordneter ins Parlament einzog.

### Wahlkampf
Bei der Wahl stand die Kongresspartei eine Vielzahl von politischen Parteien gegenüber. Die indische Wahlkommission hatte 15 Parteien offiziell anerkannt. Darunter waren die vier „nationalen Parteien“ Kongress, Kommunistische Partei, Praja Socialist Party und Bharatiya Jana Sangh, sowie weitere 11 „Bundesstaats-Parteien“. Hinzu kamen mehr als 25 weitere unregistrierte Parteien und Tausende von parteiunabhängigen Einzelkandidaten.
In ihrem Wahlkampf berief sich die Kongresspartei auf ihre langjährige Tradition als Vorkämpferin der indischen Unabhängigkeit. Ziel sei es nun, mit friedlichen und demokratischen Mitteln, den Aufbau einer egalitären, „sozialistischen“ Gesellschaft voranzutreiben, in der alle gleiche Chancen hätten und in der der Staat für die Wohlfahrt aller sorge. Die Führer des Kongresses betonten die Bedeutung einer stabilen Regierung sowohl für die innere Entwicklung, als auch die auswärtigen Beziehungen. Wirtschaftspolitisch sprach sich der Kongress für eine weiterhin stark staatlich gelenkte Wirtschaft aus. Die Kommunistische Partei (CPI) sahen sich als Hauptgegner des Kongresses. Der Kongress habe seine politischen Versprechen in den vorangegangenen 10 Jahren seiner Herrschaft nicht erfüllt. Die Kommunisten forderten vor allem wirtschaftspolitische Änderungen. Der noch vorhandene britische Kapitalbesitz, sowie „Monopole“ sollten zerschlagen, und die staatlich gelenkten Unternehmen ausgeweitet werden. Eine Landreform müsse erfolgen und Indien solle aus dem Commonwealth austreten.
Die Sozialisten der Praja Socialist Party versuchten sich als die „echten Sozialisten“ von der Kongresspartei abzugrenzen. Diese habe erst auf ihrem Parteikongress in Avadi 1955 ein sozialistisches Programm übernommen, während die Praja-Sozialisten dies schon Jahrzehnte zuvor getan hätten. Allerdings war es im Jahr 1955 zu einer Spaltung innerhalb der PSP gekommen. Von der Mehrheitsfraktion unter Asoka Mehta spaltete sich eine Fraktion unter Rammonohar Lohia ab, der die Politik Mehtas gegenüber dem Kongress zu konsens-orientiert schien. Die Jana Sangh als vierte nationale Partei vertrat den Standpunkt, dass anstelle der Politik des „Appeasements und der Kapitulation“ Nehrus eine entschiedene und energische Politik des nationalen Interesses  vertreten werden müsse.
In den verschiedenen Bundesstaaten kamen noch eine Vielzahl von verschiedenen kleineren Parteien hinzu, die verschiedene Partikularinteressen vertraten. Zum Teil spielten dabei auch Unzufriedenheiten mit den Regelungen des States Reorganisation Acts eine Rolle. Beispielsweise agitierten im Bundesstaat Bombay sowohl Gujaratis als auch Marathis für die Aufspaltung des Staates in linguistisch definierte Staaten.

### Zeitlicher Ablauf der Wahl
Bei der Festlegung der Wahltermine mussten verschiedene Aspekte bedacht werden. Zum einen schrieb die Verfassung eine maximal 5-jährige Legislaturperiode der Lok Sabha und der Bundesstaatsparlamente vor. Die Parlamente der Bundesstaaten waren zwischen März und Mai 1952 zusammengetreten und die Lok Sabha hatte ihre erste Sitzung im Mai 1952 abgehalten. Die jeweiligen Parlamente mussten also spätestens bis zu diesen Monaten im Jahr 1957 aufgelöst werden. Zum anderen mussten bei der Festlegung der Wahltermine die unterschiedlichen klimatischen Bedingungen in Indien berücksichtigt werden, die besonders in ländlichen Regionen die Durchführung der Wahl zu bestimmten Jahreszeiten ganz erheblich erschwerten. Die Monate Dezember und Januar schienen aufgrund des Monsuns für die südlichen Bundesstaaten nicht gut geeignet. Ab April war das Klima wiederum in einigen Bundesstaaten, wie Orissa, Westbengalen, Bihar and Uttar Pradesh sehr heiß. Nach April bestand das Risiko heftiger Regenfälle in einigen Landesteilen, wie z. B. Assam, und ab dem Juni standen weite Teile Nord- und Zentralindiens unter dem Einfluss des Monsun. Die Monate Februar und März wurden daher für eine landesweite Wahl am geeignetsten gehalten. Einzige Ausnahme hiervon waren die Bergregionen in Himachal Pradesh und Teilen des Punjab, in denen zu dieser Zeit noch Schnee lag. Die Wahlkommission hätte es bevorzugt, die Wahl an einem einzigen Tag landesweit durchzuführen, was sich aber als organisatorisch nicht machbar erwies. Zum einen reichte die Straßen- und Transportinfrastruktur in den meisten Landesteilen bei weitem nicht aus, zum anderen gab es viel zu wenige Polizeikräfte zur gleichzeitigen Überwachung der Wahlen. Es wurde entschieden, die Wahlen an verschiedenen Tagen im Februar und März abzuhalten und einige Bundesstaatsparlamente vorzeitig aufzulösen um ein rechtzeitiges Zusammentreten der neugewählten Parlamente zu ermöglichen. Dies betraf die Bundesstaatsparlamente von Bihar, Bombay, Madras, Mysore, Punjab, Uttar Pradesh und Westbengalen. Ein weiteres Argument für eine zeitige Wahl war der Umstand, dass die Präsidentschaftswahl im Mai 1957 anstand und sich das Wahlkollegium (Electoral College), das sich aus den Parlamentariern sämtlicher indischer Parlamente zusammensetzte, bis dahin neu konstituiert haben sollte.
Letztlich konnten die Wahlen im Wesentlichen in allen Bundesstaaten und Unionsterritorien vor dem 31. März 1957 abgeschlossen werden. Einzige Ausnahme waren die im Bergland gelegenen Wahlkreise Kangra (Lok Sabha) und Kulu (Bundesstaatsparlament) im Punjab, sowie alle Wahlkreise in Himachal Pradesh. Ursprünglich war auch hier eine Wahl im Februar/März beabsichtigt gewesen, was sich jedoch als undurchführbar erwies. In Kangra wurde erst im Juni und in Himachal Pradesh im Mai und Juni 1957 gewählt. Parallel zur Lok Sabha-Wahl erfolgten die Wahlen zu den Bundesstaatsparlamenten. Einzige Ausnahme bildete Andhra, wo das Parlament 1955 gewählt worden war. Im Landesteil Telangana von Andhra Pradesh fand jedoch eine Wahl statt.

Zeitlicher Ablauf der Wahlen nach Bundesstaaten und Unionsterritorien

| Staat oder Unionsterritorium | Wahltermine |
| ---------------------------- | --- |
| Andhra Pradesh               | 25. Februar, 1., 4., 7., 11. März 1957                                                                                       |
| Assam                        | 25. Februar, 2., 6., 9.–11., 15. März 1957                                                                                   |
| Bihar                        | 25., 26., 28. Februar, 1.–12. März 1957                                                                                      |
| Bombay                       | 25. Februar, 2., 6., 11. März 1957                                                                                           |
| Delhi                        | 3. März 1957 |
| Himachal Pradesh             | 24.–31. Mai, 1.–7. Juni 1957                                                                                                 |
| Kerala                       | 28. Februar, 2., 5., 7., 9., 11. März 1957                                                                                   |
| Madhya Pradesh               | 25., 28. Februar, 1.–11. März 1957                                                                                           |
| Madras                       | 1., 4., 6., 8., 11. März 1957                                                                                                |
| Manipur                      | 25. Februar, 2., 11. März 1957                                                                                               |
| Mysore                       | 25., 26., 28. Februar, 1.–12. März 1957                                                                                      |
| Orissa                       | 24., 25., 28. Februar, 1.–12. März 1957                                                                                      |
| Punjab                       | Ebene: 24., 26.–28. Februar, 1.–14. März 1957 Bergland: 2., 4., 6., 8., 10., 11., 14., 16., 20., 25. Juni, 2., 15. Juli 1957 |
| Rajasthan                    | 25., 27., 28. Februar, 1.–12. März 1957                                                                                      |
| Tripura                      | 1., 5., 9., 12. März 1957 |
| Uttar Pradesh                | 25., 28. Februar, 3., 6., 9., 12. März 1957                                                                                  |
| Westbengalen                 | 1.–14. März 1957 |

### Wahlberechtigte und Wahlbeteiligung
Insgesamt waren formal 494 Abgeordnete zu wählen, 312 in Einpersonen- und 91 in Zweipersonen-Wahlkreisen. In den Zweipersonen-Wahlkreisen hatten die Wähler jeweils zwei Stimmen. In 12 Einpersonen-Wahlkreisen gab es entweder keinen Gegenkandidaten oder alle Gegenkandidaten zogen ihre Kandidatur vor dem Wahltermin zurück, so dass nur ein Kandidat verblieb. Diese 12 Kandidaten, die alle der Kongresspartei angehörten, wurden ohne Wahl als gewählt erklärt. Da zudem nicht alle Wähler in den Zweipersonen-Wahlkreisen beide Stimmen abgaben, ist die Wahlbeteiligung nicht einfach anhand der abgegebenen Stimmen auszurechnen. Die in der folgenden Tabelle angegebenen Zahlen folgen der Darstellung der Indischen Wahlkommission.

Wahlbeteiligung nach Bundesstaaten und Unionsterritorien

| Staat oder Unionsterritorium | Wahl- berechtigte | verfügbare Stimmen | abgegebene Stimmen | Beteiligung (%) |
| ---------------------------- | ----------------- | ------------------ | ------------------ | --------------- |
| Andhra Pradesh               | 17.668.716        | 24.285.443         | 9.531.373          | 42,99           |
| Assam                        | 4.495.359         | 6.008.548          | 2.292.612          | 46,14           |
| Bihar                        | 19.514.567        | 25.360.721         | 10.007.876         | 40,65           |
| Bombay                       | 24.458.672        | 30.478.497         | 16.760.285         | 54,99           |
| Kerala                       | 7.514.626         | 9.160.553          | 6.050.246          | 66,05           |
| Madhya Pradesh               | 14.010.137        | 21.077.031         | 7.614.222          | 36,77           |
| Madras                       | 17.514.993        | 23.383.073         | 10.950.841         | 47,75           |
| Mysore                       | 10.006.936        | 12.221.328         | 5.798.440          | 52,21           |
| Orissa                       | 7.983.915         | 12.732.083         | 4.440.490          | 34,88           |
| Punjab                       | 9.209.026         | 13.364.062         | 7.183.830          | 53,75           |
| Rajasthan                    | 8.745.726         | 11.908.473         | 4.649.083          | 39,04           |
| Uttar Pradesh                | 34.901.603        | 49.756.186         | 22.896.103         | 46,02           |
| Westbengalen                 | 15.216.532        | 21.900.388         | 10.440.100         | 47,67           |
| Delhi                        | 976.352           | 1.416.143          | 811.344            | 57,29           |
| Himachal Pradesh             | 671.906           | 992.814            | 362.641            | 36,53           |
| Manipur                      | 330.211           | 330.211            | 174.091            | 52,72           |
| Tripura                      | 432.902           | 865.804            | 550.338            | 63,56           |
| Gesamt                       | 193.652.179       | 265.241.358        | 120.513.915        | 45,44           |

## Ergebnis

Gewonnene Mandate:

Zusammensetzung der neu gewählten Lok Sabha (Farbgebung wie oben). Die ideologische Ausrichtung der unabhängigen Abgeordneten ist nicht sicher auszumachen. Sie sind daher in der Mitte des politischen Spektrums einsortiert. 11 Abgeordnete wurden nicht gewählt, sondern durch den Staatspräsidenten ernannt.
1. Kommunistisch-sozialistische Parteien: 54
2. Kongresspartei: 371
3. Regional- und Interessenparteien, Unabhängige: 64
4. Vom Präsidenten ernannt: 11
5. Hindu-Nationalisten: 5

### Gesamtergebnis
Im Vergleich zur letzten Wahl vor 5 Jahren war die Zahl der Parteien, die Wahlkreismandate erringen konnten, deutlich geringer. Nach der Wahl 1951/52 waren 22 Parteien in der Lok Sabha vertreten gewesen (deren Zahl sich allerdings im Laufe der Legislaturperiode durch Parteifusionen und -auflösungen verringerte), während es nach der Wahl 1957 nur noch 12 waren. Die Zahl der parteiunabhängigen Kandidaten stieg von 37 auf 42. Fast ein Fünftel aller Wähler (19,32 %) hatte für parteiunabhängige Einzelkandidaten gestimmt – der höchste Prozentsatz bei allen bisherigen indischen Parlamentswahlen. Wahlgewinner auf breiter Front war die Kongresspartei, die nahezu die Hälfte aller Wählerstimmen (47,78 %) erhielt und damit 371 Lok Sabha-Wahlkreise (75,1 %) gewann. Auch bei den Wahlen zu den Bundesstaatsparlamenten war die Kongresspartei ähnlich erfolgreich und konnte in allen Bundesstaaten die Chief Minister und Regierungen stellen, mit einer viel beachteten Ausnahme: im Bundesstaat Kerala gewann die Kommunistische Partei bei der Wahl zum Bundesstaatsparlament 35,28 % der Stimmen und 60 von 126 Parlamentssitzen. Der Kongress erhielt 37,9 % und 43 Sitze. Im Anschluss daran bildete die CPI eine Koalitionsregierung unter Chief Minister E. M. S. Namboodiripad (CPI). Diese Vorgänge fanden weltweite Beachtung und wurden mit Beunruhigung bis Bestürzung in der westlichen Welt registriert. Die Regierung Namboodiripad gilt als die erste demokratisch ins Amt gewählte kommunistische Regierung der Geschichte. Auch bei der Wahl zur Lok Sabha schnitt die CPI in  Kerala gut ab und gewann dort 9 der 18 Wahlkreise. Weitere Schwerpunkte der Kommunisten waren die Bundesstaaten Westbengalen, Bombay und Andhra Pradesh. Die Praja Socialist Party (PSP) gewann zwar von allem Oppositionsparteien die meisten Stimmen (10,41 %), wurde aber stark durch das relative Mehrheitswahlrecht benachteiligt, da sie nur wenige ausgesprochene regionale Schwerpunkte hatte, und war nur in 19 Wahlkreisen (3,8 %) erfolgreich. Schwerpunkte der Sozialisten waren die Bundesstaaten Bombay und Uttar Pradesh mit 5 bzw. 4 gewonnenen Wahlkreisen. Einige regionale Parteien konnten Erfolge verbuchen. In Orissa gewann die konservative Ganatantra Parishad 7 von 20 Wahlkreisen und im südlichen Bihar gewannen die beiden regionalistischen, wesentlich von Adivasi gewählten Parteien, Jharkhand Party und Chota Nagpur Santhal Parganas Janta Party 6 bzw. 3 Wahlkreise. Die drei überregionalen hindulationalistischen Parteien Jan Sangh (BJS), Hindu Mahasabha (HMS) und Ram Rajya Parishad erhielten zusammengenommen 7,21 % der Stimmen, wobei der Großteil auf die BJS entfiel (5,97 %), und gewannen zusammen 5 Mandate (4 BJS, 1 HMS). Einer der gewählten BJS-Abgeordneten war Atal Bihari Vajpayee im Wahlkreis 56-Balrampur in Uttar Pradesh.
| Partei                                    | Kürzel | Stimmen     | Stimmen  | Stimmen | Sitze | Sitze | Sitze   |
| Partei                                    | Kürzel | Zahl        | %        | +/-     | Zahl  | +/-   | %       |
| ----------------------------------------- | ------ | ----------- | -------- | ------- | ----- | ----- | ------- |
| Indischer Nationalkongress                | INC    | 57.579.589  | 47,78 %  | ▲2,79 % | 371   | ▲7    | 75,1 %  |
| Praja Socialist Party                     | PSP    | 12.542.666  | 10,41 %  | (neu)   | 19    | (neu) | 3,8 %   |
| Communist Party of India                  | CPI    | 10.754.075  | 8,92 %   | ▲5,63 % | 27    | ▲11   | 5,5 %   |
| Bharatiya Jana Sangh                      | BJS    | 7.193.267   | 5,97 %   | ▲2,91 % | 4     | ▲1    | 0,8 %   |
| Scheduled Castes Federation               | SCF    | 2.038.890   | 1,69 %   | ▼0,69 % | 6     | ▼4    | 1,2 %   |
| Ganatantra Parishad                       | GP     | 1.291.141   | 1,07 %   | ▲0,16 % | 7     | ▲1    | 1,4 %   |
| People’s Democratic Front                 | PDF    | 1.044.032   | 0,87 %   | ▼0,42 % | 2     | ▼5    | 0,4 %   |
| Hindu Mahasabha                           | HMS    | 1.032.322   | 0,86 %   | ▼0,09 % | 1     | ▼3    | 0,2 %   |
| Peasants and Workers Party                | PWP    | 924.832     | 0,77 %   | ▼0,17 % | 4     | ▲2    | 0,8 %   |
| Jharkhand Party                           | JKP    | 751.830     | 0,62 %   | ▼0,09 % | 6     | ▲3    | 1,2 %   |
| All India Forward Bloc (Marxisten)        | FBM    | 665.341     | 0,55 %   | ▼0,36 % | 2     | ▲1    | 0,4 %   |
| Chota Nagpur Santhal Parganas Janta Party | CNSPJP | 501.359     | 0,42 %   | ▲0,20 % | 3     | ▲2    | 0,6 %   |
| Ram Rajya Parishad                        | RRP    | 460.838     | 0,38 %   | ▼1,59 % | 0     | ▼3    | 0,0 %   |
| Revolutionary Socialist Party             | RSP    | 308.742     | 0,26 %   | ▼0,18 % | 0     | ▼3    | 0,0 %   |
| Praja Party                               | PP     | 140.742     | 0,12 %   | (neu)   | 0     | (neu) | 0,0 %   |
| Unabhängige Kandidaten                    | Unabh. | 23.284.249  | 19,32 %  | ▲3,42 % | 42    | ▬     | 8,5 %   |
| Gesamt                                    | Gesamt | 120.513.915 | 100,00 % | –       | 494   | ▲5    | 100,0 % |

### Ergebnisse nach Bundesstaaten und Unionsterritorien
| Bundesstaat/ Unionsterritorium | Sitze | Hindu- nationalisten | Kongress- partei | Kommunist./ linkssoz. Parteien | Andere                  |
| ------------------------------ | ----- | -------------------- | ---------------- | ------------------------------ | ----------------------- |
| Andhra Pradesh                 | 43    |                      | INC 37           | CPI 2 PDF 2                    | Unabh. 2                |
| Assam                          | 12    |                      | INC 9            | PSP 2                          | Unabh. 1                |
| Bihar                          | 53    |                      | INC 41           | PSP 2                          | JKP 6 CNSPJP 3 Unabh. 1 |
| Bombay                         | 66    | BJS 2                | INC 38           | PSP 5 CPI 4 PWP 4              | SCF 5 Unabh. 8          |
| Delhi                          | 5     |                      | INC 5            |                                |                         |
| Himachal Pradesh               | 4     |                      | INC 4            |                                |                         |
| Kerala                         | 18    |                      | INC 6            | CPI 9 PSP 1                    | Unabh. 2                |
| Madhya Pradesh                 | 36    | ABHM 1               | INC 35           |                                |                         |
| Madras                         | 41    |                      | INC 31           | CPI 2                          | Unabh. 8                |
| Mysore                         | 26    |                      | INC 23           | PSP 1                          | SCF 1 Unabh. 1          |
| Manipur                        | 2     |                      | INC 1            |                                | Unabh. 1                |
| Orissa                         | 20    |                      | INC 7            | PSP 2 CPI 1                    | GP 7 Unabh. 3           |
| Punjab                         | 22    |                      | INC 21           | CPI 1                          |                         |
| Rajasthan                      | 22    |                      | INC 19           |                                | Unabh. 3                |
| Tripura                        | 2     |                      | INC 1            | CPI 1                          |                         |
| Uttar Pradesh                  | 86    | BJS 2                | INC 70           | PSP 4 CPI 1                    | Unab. 9                 |
| Westbengalen                   | 36    |                      | INC 23           | CPI 6 PSP 2 AIFB 2             | Unabh. 3                |

## Nach der Wahl
Das Wahlergebnis bedeutete einen eindeutigen Sieg der Kongresspartei unter der Führung Nehrus. Der Kongress hatte seinen Stimmenanteil sogar noch leicht steigern können und erneut, wie bei der letzten Wahl, eine Dreiviertelmehrheit der Mandate in der Lok Sabha errungen. Nehru konnte sich bestätigt fühlen und bildete am 18. April 1957 nach der Wahl ein neues Kabinett aus Parteigängern der Kongresspartei. Für die Opposition bedeuteten die Wahlen insgesamt eine erneute herbe Niederlage. Besonders offenkundig war die Schwäche der Sozialisten, während die Kommunisten stimmenmäßig deutlich zugelegt hatten. Auch der sehr hohe Anteil von Stimmen, der auf parteiunabhängige Kandidaten entfallen war, zeigte, dass viele Wähler in keiner der Oppositionsparteien eine echte Alternative zum Kongress sahen.